# Oceanisch kampioenschap hockey 2017
De tiende editie van het Oceanisch kampioenschap hockey werd in oktober 2017 gehouden in het Australische Sydney. Zowel bij de mannen als bij de vrouwen deden drie teams mee. Net als bij de negen eerdere edities won Australië bij de mannen. Bij de vrouwen prolongeerde Australië opnieuw de titel. De winnaars plaatsten zich tevens direct voor het wereldkampioenschap voor mannen c.q. voor vrouwen van 2018.

## Mannen

### Groepsfase
| Team                | GS | W | G | V | DV | DT | DS  | Ptn |
| ------------------- | -- | - | - | - | -- | -- | --- | --- |
| Australië           | 2  | 2 | 0 | 0 | 35 | 1  | +34 | 6   |
| Nieuw-Zeeland       | 2  | 1 | 0 | 1 | 20 | 5  | +15 | 3   |
| Papoea-Nieuw-Guinea | 2  | 0 | 0 | 2 | 0  | 49 | -49 | 0   |

| 11 oktober 2017 |        |                     |  |
| Australië       | 30 – 0 | Papoea-Nieuw-Guinea |  |
|                 |        |                     |  |

| 12 oktober 2017 |       |               |  |
| Australië       | 5 – 1 | Nieuw-Zeeland |  |
|                 |       |               |  |

| 14 oktober 2017 |        |                     |  |
| Nieuw-Zeeland   | 19 – 0 | Papoea-Nieuw-Guinea |  |
|                 |        |                     |  |

### Finale
| 15 oktober 2017 |       |               |  |
| Australië       | 6 – 0 | Nieuw-Zeeland |  |
|                 |       |               |  |

### Eindrangschikking
| Rang   | Land                |
| ------ | ------------------- |
| Goud   | Australië           |
| Zilver | Nieuw-Zeeland       |
| Brons  | Papoea-Nieuw-Guinea |

## Vrouwen

### Groepsfase
| Team                | GS | W | G | V | DV | DT | DS  | Ptn |
| ------------------- | -- | - | - | - | -- | -- | --- | --- |
| Australië           | 2  | 2 | 0 | 0 | 25 | 1  | +24 | 6   |
| Nieuw-Zeeland       | 2  | 1 | 0 | 1 | 34 | 2  | +32 | 3   |
| Papoea-Nieuw-Guinea | 2  | 0 | 0 | 2 | 0  | 56 | -56 | 0   |

| 11 oktober 2017 |        |                     |  |
| Nieuw-Zeeland   | 33 – 0 | Papoea-Nieuw-Guinea |  |
|                 |        |                     |  |

| 12 oktober 2017 |        |                     |  |
| Australië       | 23 – 0 | Papoea-Nieuw-Guinea |  |
|                 |        |                     |  |

| 14 oktober 2017 |       |               |  |
| Australië       | 2 – 1 | Nieuw-Zeeland |  |
|                 |       |               |  |

### Finale
| 15 oktober 2017 |       |               |  |
| Australië       | 2 – 0 | Nieuw-Zeeland |  |
|                 |       |               |  |

### Eindrangschikking
| Rang   | Land                |
| ------ | ------------------- |
| Goud   | Australië           |
| Zilver | Nieuw-Zeeland       |
| Brons  | Papoea-Nieuw-Guinea |

Australië (m, v) & Nieuw-Zeeland (v) 1999 · 
Australië (m) & Nieuw-Zeeland (v) 2001 · 
Australië (m) & Nieuw-Zeeland (m, v) 2003 · 
Suva (m) & Australië (v) & Nieuw-Zeeland (v) 2005 · 
Buderim 2007 · 
Invercargill 2009 · 
Hobart 2011 · 
Stratford 2013 · 
Stratford 2015 · 
Sydney 2017 · 
Rockhampton 2019